# NGC 6260
NGC 6260 este o galaxie situată în constelația Dragonul. A fost descoperită în 5 august 1886 de către Lewis A. Swift.